# 23861 Benjaminsong
23861 Benjaminsong è un asteroide della fascia principale. Scoperto nel 1998, presenta un'orbita caratterizzata da un semiasse maggiore pari a 2,8701477 UA e da un'eccentricità di 0,0114519, inclinata di 1,66304° rispetto all'eclittica.